# Lady Eli
Lady Eli, född 2 februari 2012, är ett engelskt fullblod, mest känd för att ha utsetts till American Champion Female Turf Horse 2017. Hon blev först nationell uppmärksammad i USA då hon segrade i Breeders' Cup Juvenile Fillies Turf 2014. Under tävlingskarriären så gjorde hon alla sina starter på gräsunderlag.

## Bakgrund
Lady Eli var ett brunt sto efter Divine Park och under Sacre Coeur (efter Saint Ballado). Hon föddes upp av Runnymede Farm & Catesby Clay och ägdes av Sheep Pond Partners. Hon tränades under tävlingskarriären av Chad Brown och reds oftast av Irad Ortiz Jr..
Lady Eli tävlade mellan 2014 och 2017, och sprang in 2 959 800 dollar på 14 starter, varav 10 segrar och 3 andraplatser. Hon tog karriärens största seger i Breeders' Cup Juvenile Fillies Turf (2014). Hon segrade även i Miss Grillo Stakes (2014), Appalachian Stakes (2015) , Wonder Again Stakes (2015), Belmont Oaks Invitational Stakes (2015), Flower Bowl Stakes (2016), Gamely Stakes (2017), Diana Stakes (2017) och Ballston Spa Handicap (2017).
Lady Eli pensionerades officiellt i januari 2018, och betäcktes av War Front i början av 2018 års avelssäsong.